# Leonhard Birkofer
Leonhard Birkofer (* 5. Juli 1911 in Fürth; † 29. Dezember 2015) war ein deutscher Chemiker. Er war Professor für Organische Chemie und Lehrstuhlinhaber.

## Leben
Birkofer wurde 1911 in Fürth in Bayern geboren. Er studierte bis 1935 an der Friedrich-Alexander-Universität Erlangen-Nürnberg Chemie, die er nach seiner Promotion zum Dr. rer. nat. im Jahr 1935 verließ. Von 1934 bis 1939 war er förderndes Mitglied der SS. Von 1935 bis 1937 arbeitete Birkofer als Assistent an der Universität Erlangen. Von 1937 bis 1954 arbeitete er für den durch Verstrickungen in das nationalsozialistische Regime und dessen Ideologie bekannt gewordenen Nobelpreisträger Richard Kuhn in Heidelberg am damaligen Institut für Chemie des Kaiser-Wilhelm-Instituts für medizinische Forschung. Im Jahr 1943 entwickelte Birkofer an Kuhns Institut ein neues bakteriostatisches Mittel,  
2,2′-Dihydroxy-5,5′-dibromsalicil. 1944 habilitierte er sich in Erlangen. Von 1949 bis 1954 arbeitete er als Dozent an der Technischen Hochschule Stuttgart für Organische Chemie. Im Jahr 1954 wurde er beamteter planmäßiger Extraordinarius der Universität zu Köln und war dort von 1964 bis 1965 Lehrstuhlinhaber und Dekan der Mathematisch-Naturwissenschaftlichen Fakultät.
Im Jahr 1965 ging er an die damals neu gegründete Heinrich-Heine-Universität Düsseldorf (HHU), damals noch Universität Düsseldorf. Birkofer war dort von 1965 bis 1979 Lehrstuhlinhaber. Zudem war er Direktor und Mitbegründer des Instituts für Organische Chemie und Makromolekulare Chemie.
Nach seiner Emeritierung im Jahr 1980 blieb er der HHU sehr verbunden.
Leonhard Birkofer war evangelisch, hatte 1941 Anneliese Leising geheiratet und eine Tochter (Birgit).

## Forschungen
Birkofer befasste sich besonders mit den Aminosäuren. Es gelang ihm, eine neue Synthese der essentiellen Aminosäure Threonin aufzufinden. Ein weiteres seiner Forschungsgebiete war die Chemie der siliciumorganischen Verbindungen. Ihm gelang es als erstem, anorganisches Silicium mit organischen Aminosäuren zu verbinden. Birkofers gesamte Ergebnisse lassen sich in über 200 Publikationen finden. Er zudem Mitherausgeber einer Sammlung chemischer und chemisch-technischer Beiträge, Mitglied der Gesellschaft Deutscher Chemiker sowie der Gesellschaft Deutscher Naturforscher und Ärzte.